# قيلي أحمد عمر
قيلي أحمد عمر (؟ - توفي 1998م)، هو كاتب صحفي وأديب سوداني. يُعد واحداً من أعلام الفكر والصحافة في السودان. وهو من مواليد الخرطوم، درس في قسم الهندسة بكلية غوردون في عام 1931م، ثم انتقل إلى مصر لدراسة الحقوق في جامعة الإسكندرية، وعمل بالصحافة في مصر في صحف «الدستور» و «الأهرام» و «الزمان». وترجم مذكرات المارشال روميل لجريدة الأهرام، وكانت له صداقات واسعة مع رموز الصحافة المصرية. وعمل في السودان نائبا لرئيس تحرير صحيفة «السودان الجديد» (1956 - 1958)، ثم بوزارة الاستعلامات والعمل، ورأس تحرير «صحيفة الثورة» في الفترة من 1958م - إلى 1963م، وترأس قسم النشر في وزارة الإعلام، وعمل ممثلاً للجنة الدائمة للإعلام التابعة لجامعة الدول العربية في الفترة (1963م - 1964م)، وأسس «مجلة الخرطوم» الثقافية الشهرية ورأس تحريرها (1965 - 1978م)، وكان أول أمين عام للمجلس القومي للآداب والفنون (1971 - 1978م)، ورأس تحرير مجلة «الأشقاء» عند تأسيسها في عام 1986م إلى توقفها في 30 يونيو/حزيران 1989م. وقد اهتم الصحفي الراحل بشؤون الثقافة والآداب السودانية، وكان له اهتمام واسع بالشؤون الإفريقية، وبحركة الترجمة العربية من اللغتين الإنجليزية والفرنسية اللتين كان يجيدهما، ثم تعلم الألمانية في الفترة الاخيرة.